# Euthemis leucocarpa
Euthemis leucocarpa là một loài thực vật có hoa trong họ Ochnaceae. Loài này được Jack mô tả khoa học đầu tiên năm 1820.